# Georg Stelmaszyk
Georg Stelmaszyk (* 30. Juli 1896 in Berlin; † 21. August 1980 in Bietigheim-Bissingen) war ein deutscher Versicherungs- und Verlagskaufmann und Kommunalpolitiker.
Er war ab dem 6. Juli 1945 Landrat im niederbayerischen Landkreis Wegscheid. Am 9. April 1946 wurde er auf Weisung der amerikanischen Militärregierung vom Bayerischen Innenministerium abberufen.